# Alarba
Alarba – gmina w Hiszpanii, w prowincji Saragossa, w Aragonii, o powierzchni 19 km². W 2011 roku gmina liczyła 161 mieszkańców.